# Vastseliina
Vastseliina (deutsch: Neuhausen) ist eine ehemalige Landgemeinde im estnischen Kreis Võru mit einer Fläche von 222,8 km². Sie hatte 1937 Einwohner (Stand: 1. Januar 2017). Seit 2017 ist Vastseliina Teil der Landgemeinde Võru.
Vastseliina liegt 24 km von Võru entfernt. Neben dem Hauptort Vastseliina umfasste die Landgemeinde die Dörfer  Haava, Halla, Heinasoo, Hinniala, Hinsa, Holsta, Illi, Indra, Jeedasküla, Juraski, Kaagu, Kapera, Kerepäälse, Kirikumäe, Kornitsa, Kõo, Kõrve, Käpa, Külaoru, Kündja, Lindora, Loosi, Luhte, Mutsu, Mäe-Kõoküla, Möldri, Ortuma, Paloveere, Pari, Perametsa, Plessi, Puutli, Raadi, Saarde, Savioja, Sutte, Tabina, Tallikeste, Tellaste, Tsolli, Vaarkali, Vana-Saaluse, Vana-Vastseliina, Vatsa, Viitka und Voki.

## Bischofsburg

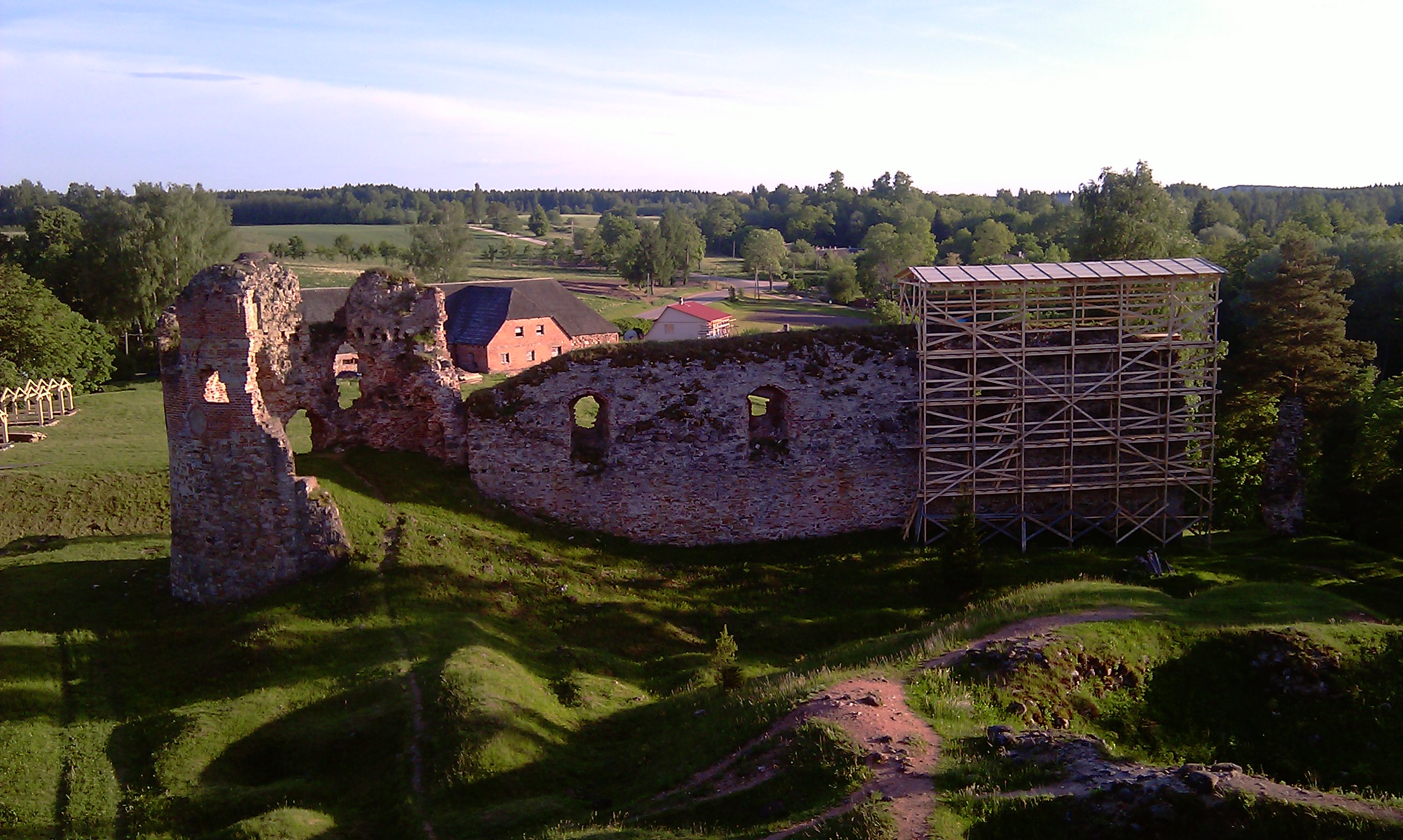
Bischofsburg von Vastseliina

Etwa fünf Kilometer vom heutigen Vastseliina entfernt befinden sich die Ruinen der ehemaligen Bischofsburg von Vastseliina. Deren Bau wurde am 25. März 1342 begonnen. Er wurde der Jungfrau Maria geweiht und hieß deshalb Frouwenborch. Später wurde die Burg auch Novum castrum, Neuhausen oder Schloss Neuhausen genannt. Sie war seit dem 14. Jahrhundert beliebtes Ziel von Pilgerfahrten. Im Livländischen Krieg wurde die Burg schwer beschädigt, allerdings wieder aufgebaut. Erst im Nordischen Krieg wurde die Anlage 1702 durch russische Truppen zerstört und ist seitdem Ruine.

## Söhne und Töchter der Stadt
- Sirli Hanni (* 1985), Biathletin
- Eduard Pütsep (1898–1960), Ringer und Trainer
- Endel Sõgel (1922–1998), Literaturwissenschaftler und Publizist
- Tagne Tähe (* 1985), Biathletin
- Hillar Zahkna (* 1968), Biathlet